# Asthenes vilcabambae
Asthenes vilcabambae е вид птица от семейство Furnariidae.

## Разпространение
Видът е разпространен в Перу.